# Linum harlingii
Linum harlingii är en linväxtart som beskrevs av Uno H. Eliasson. Linum harlingii ingår i släktet linsläktet, och familjen linväxter. Inga underarter finns listade i Catalogue of Life.